# 米朗赛
米朗赛（法語：Millançay，法語發音：[milɑ̃sɛ]）是法国卢瓦-谢尔省的一个市镇，位于该省东南部，属于罗莫朗坦-朗特奈区。

## 地名
该地名“Millançay”发音为[milɑ̃sɛ]，这里字母“ill”发音为/il/而非/ij/，《世界地名译名词典》将其误译作“米扬赛”。

## 地理
米朗赛（47°26'49"N, 1°46'22"E）面积57.94 平方千米，位于法国中央-卢瓦尔河谷大区卢瓦-谢尔省，该省份为法国中北部省份，北起厄尔-卢瓦省，东北接卢瓦雷省，东南接谢尔省，南至安德尔省，西南接安德尔-卢瓦尔省，西北接萨尔特省。
与米朗赛接壤的市镇（或旧市镇、城区）包括：博阿尔奈堡、罗莫朗坦-朗特奈、洛勒、马西伊昂戈、伯夫龙河畔讷安、韦兰、索洛涅地区韦尔努、维勒埃尔维耶。

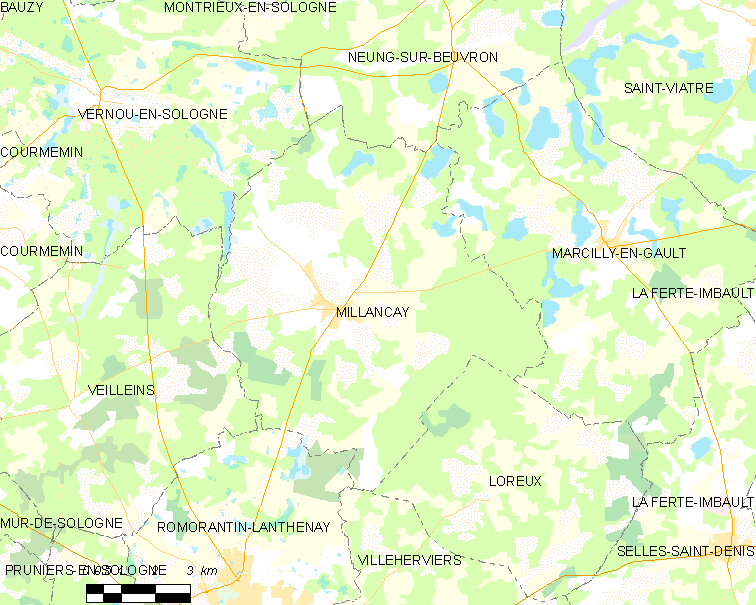
米朗赛的OSM定位图

米朗赛的时区为UTC+01:00、UTC+02:00（夏令时）。

## 行政
米朗赛的邮政编码为41200，INSEE市镇编码为41140。

## 政治
米朗赛所属的省级选区为罗莫朗坦-朗特奈县。

## 人口

1962-2008年间米朗赛人口变化图示

米朗赛于2022年1月1日时的人口数量为722人。